# Docklow
Docklow – wieś w Anglii, w hrabstwie Herefordshire. W 1961 roku civil parish liczyła 143 mieszkańców.